# 新庄インターチェンジ
新庄インターチェンジ（しんじょうインターチェンジ）は、山形県新庄市にある東北中央自動車道（国道13号尾花沢新庄道路・新庄北道路）および新庄酒田道路（国道47号新庄南バイパス）のインターチェンジである。東北中央自動車道と新庄酒田道路を連絡するジャンクションとしても機能している。
東北中央自動車道は当ICより山形方面が尾花沢新庄道路、横手方面が新庄北道路として整備された。

## 歴史
- 1999年（平成11年）11月27日 : 尾花沢新庄道路・毒沢仮出入口（現・川原子IC） - 新庄IC間および新庄南バイパス・亀割交差点 - 新庄IC間開通に伴い、供用開始[3][2]。
- 2002年（平成14年）5月25日 : 新庄南バイパス・新庄IC - 福宮IC間開通[3]。
- 2011年（平成23年）3月26日 : 新庄北道路・新庄IC - 新庄北IC（現・新庄鮭川IC）間開通[4]。

## 周辺
周辺に道の駅の整備計画がある。その整備の規模をめぐって、費用の面から縮小するとした当時の新庄市長山尾順紀は経済界、周辺自治体、県の反発を受け、直後の市長選挙で争点の一つとなり、多選批判もあり最下位で落選した。
- 新庄徳洲会病院
- 山形県立新庄神室産業高等学校
- 新庄東高等学校
- 山形県警察新庄警察署
- 国道13号

## 接続する道路
- 直接接続
  - 国道47号（新庄酒田道路新庄南バイパス）
  - 山形県道34号新庄戸沢線

## 料金所
国土交通省が管轄する無料道路区間であるため、料金所は設置されていない。

## 隣
E13 東北中央自動車道（尾花沢新庄道路・新庄北道路）
(26) 舟形IC - (27) 新庄IC - (28) 新庄鮭川IC
新庄酒田道路（新庄南バイパス）
亀割交差点 -  新庄IC - 福田IC